# Alessandro Farnese (1635–1689)

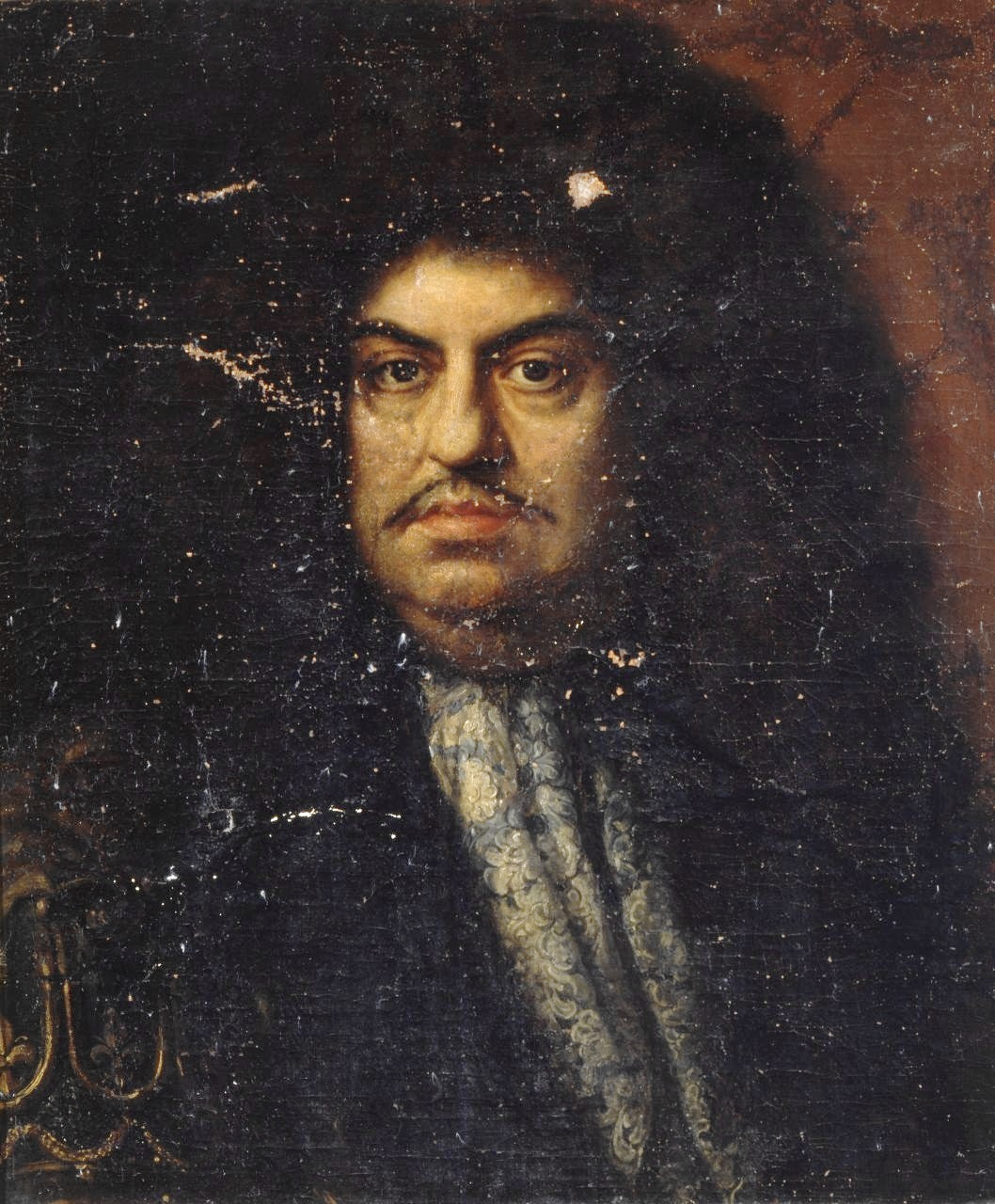
Alessandro Farnese

Alessandro Farnese (* 10. Januar 1635 in Parma; † 18. Februar 1689 in Madrid) war Prinz von Parma und Piacenza. 

## Leben
Alessandro Farnese war der zweite Sohn von Odoardo I. Farnese (* 28. April 1612; † 11. September 1646) und seiner Frau Margherita de’ Medici (* 31. Mai 1612; † 6. Februar 1679). Er wird auch als Alessandro di Odoardo bezeichnet, um Verwechslungen mit seinem Urgroßvater Alessandro Farnese (* 27. August 1545; † 3. Dezember 1592) zu vermeiden.
Im Laufe seiner Karriere bekleidete Farnese zahlreiche politische und militärische Ämter. So war er von September 1656 bis 1658 General der venezianischen Ritter. Am Ende des Krieges zwischen Venedig und des Osmanischen Reiches, ging er zur Spanischen Armee. Dort wurde er am 17. November 1664 General der italienischen Ritter. 1675 wurde er Vizekönig von Navarra, zudem wird ihm der Orden vom Goldenen Vlies verliehen. Am 25. Juli 1676 gab er sein Amt auf und war nun bis zum 25. Mai 1677 Vizekönig von Katalonien.
Man schickte ihn in die spanischen Niederlande, wo er von 1678 bis zum 1. April 1682 Statthalter war. Danach kämpfte er vom 21. Dezember 1682 bis 1687 wieder als General für die Venetianer. 1687 wurde er zum Großadmiral der spanischen Flotte ernannt, zugleich wurde er auch Berater der Krone.
Er starb am 18. Februar 1689 in Madrid.

## Familie
Alexandro Farnese war nie verheiratet. Er hatte aber Kinder mit seiner Mätresse Maria Lao y Carillo.
- Alessandro Odoardo (* 12. April 1663; † 21. Mai 1666)
- Alessandro Maria (* 30. Oktober 1664; † 28. September 1726), Vom 15. Februar 1681 bis zum 1. November 1682 Oberst in der Spanischen Armee, starb im Gefängnis von Parma
- Margherita (* 5. Juni 1665; † November 1718), Nonne in Parma
- Isabella (* 19. September 1666; † 27. Dezember 1741), Nonne in Parma